# István Tamássy
István Tamássy (ur. w 1911, zm. 30 maja 1994) – węgierski piłkarz występujący na pozycji napastnika. Grał w drużynie Újpest FC. reprezentant Węgier i uczestnik mistrzostw świata 1934. Miał tytuł doktora.